# Asystasia gangetica
Asystasia gangetica är en akantusväxtart som först beskrevs av Carl von Linné, och fick sitt nu gällande namn av T. Anders.. Asystasia gangetica ingår i släktet Asystasia och familjen akantusväxter.

## Underarter
Arten delas in i följande underarter:
- A. g. gangetica
- A. g. micrantha
- A. g. mendeliana

## Bildgalleri

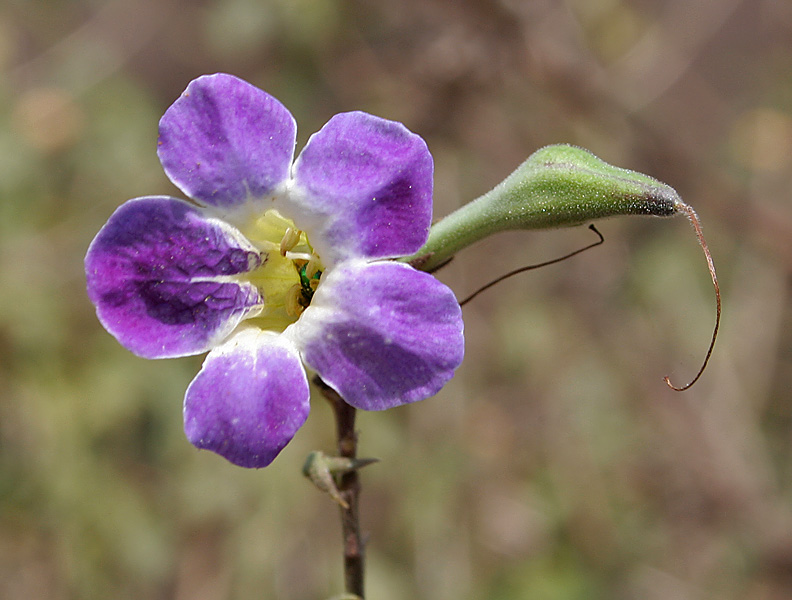
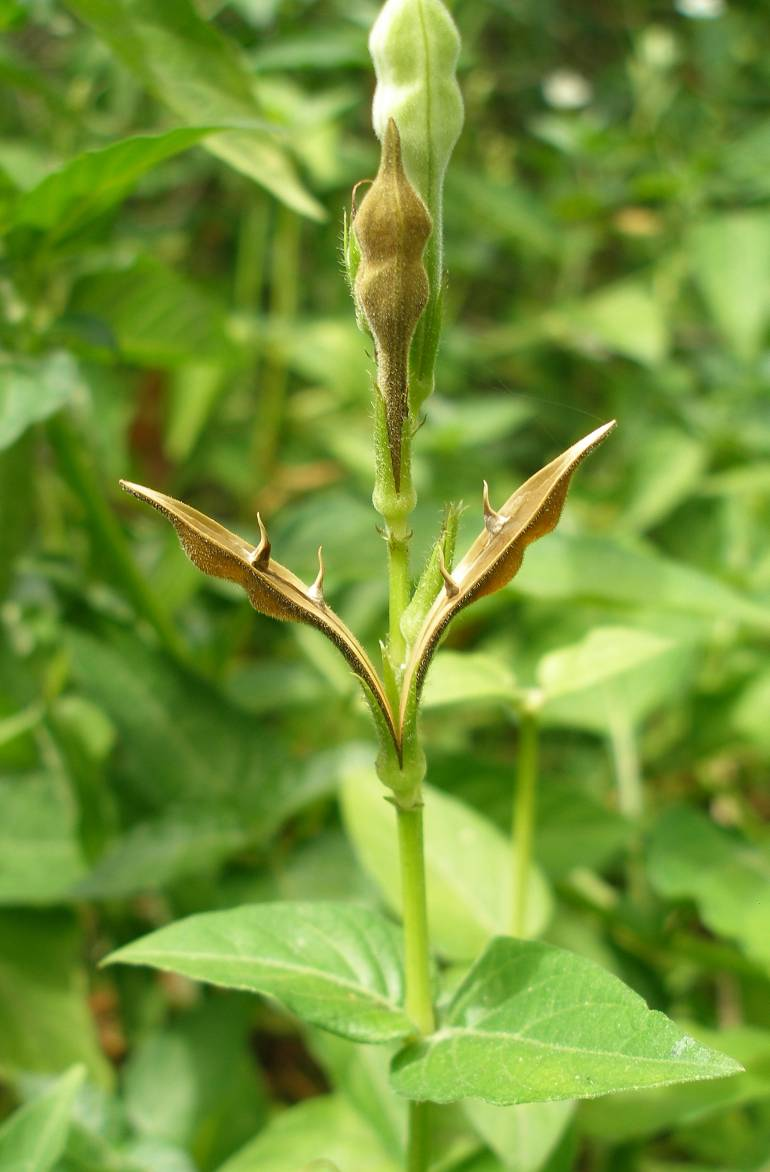
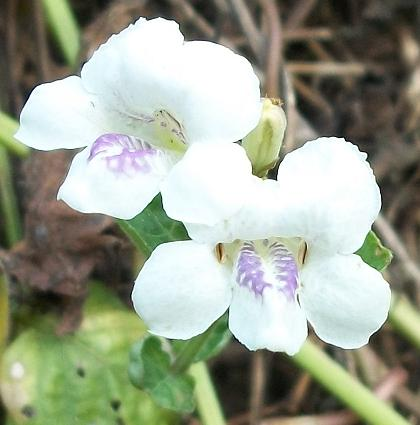
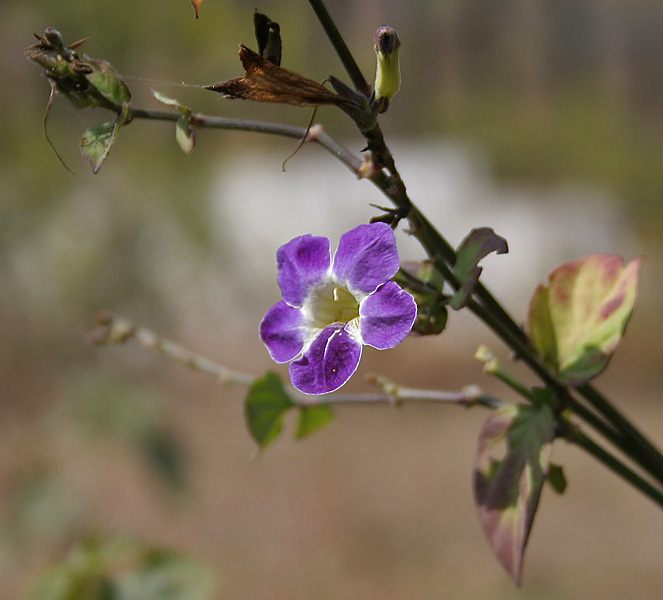
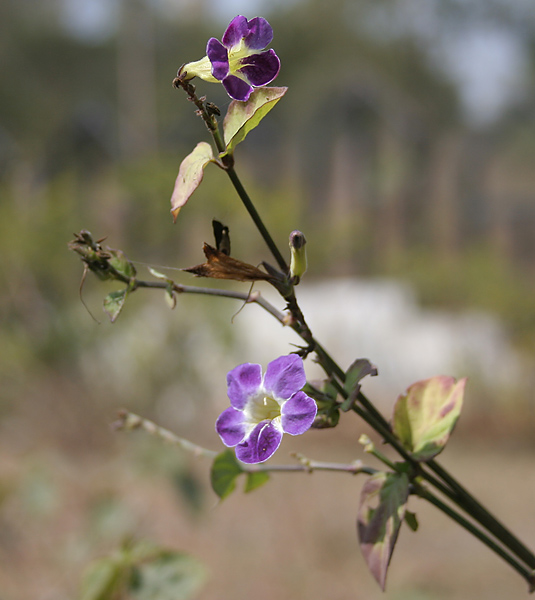
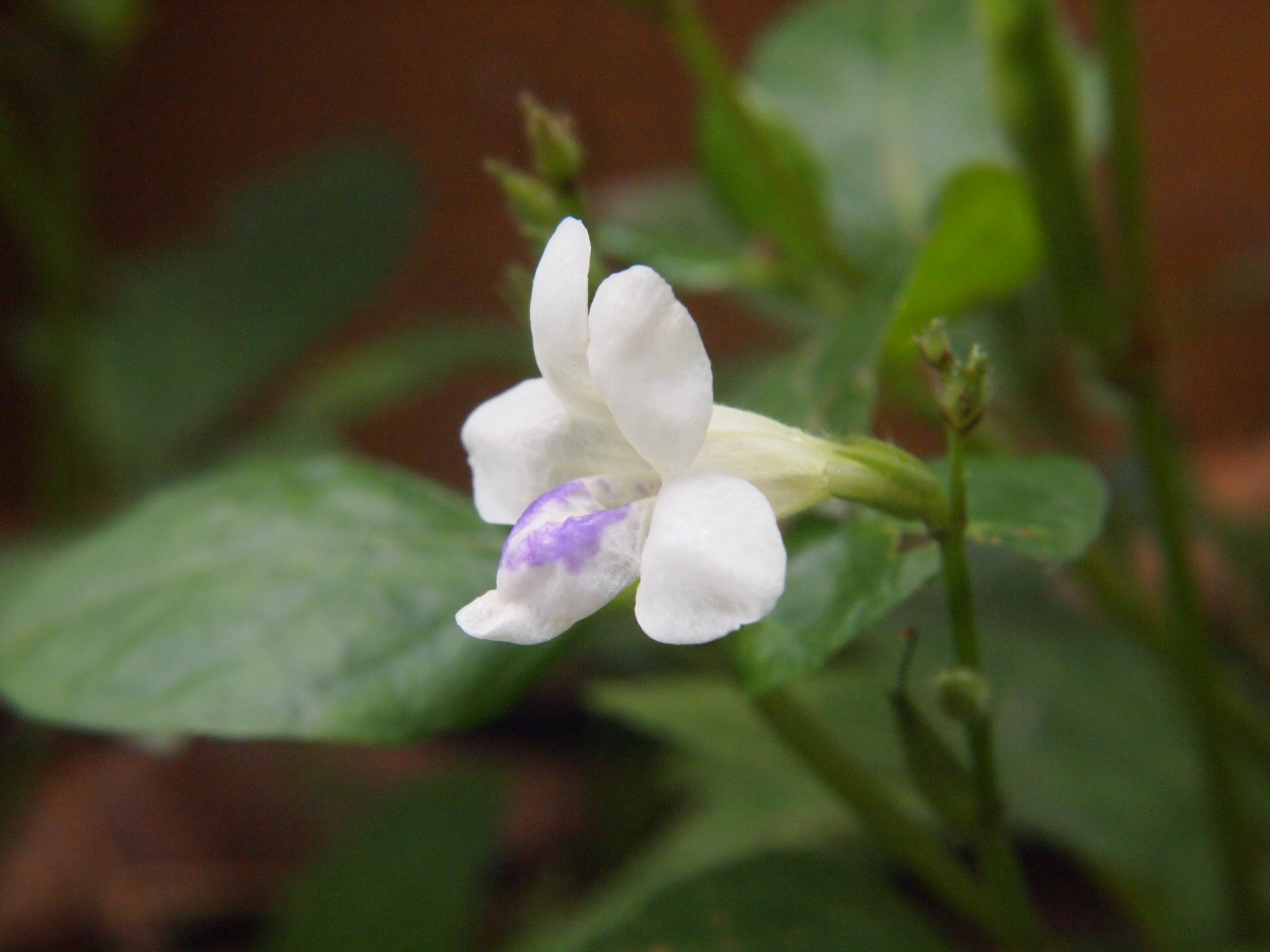